# Poulseur
Poulseur is een dorp in de Belgische provincie Luik en een deelgemeente van Comblain-au-Pont. Het dorp ligt aan de Ourthe. In de deelgemeente ligt ook het gehucht Sart.

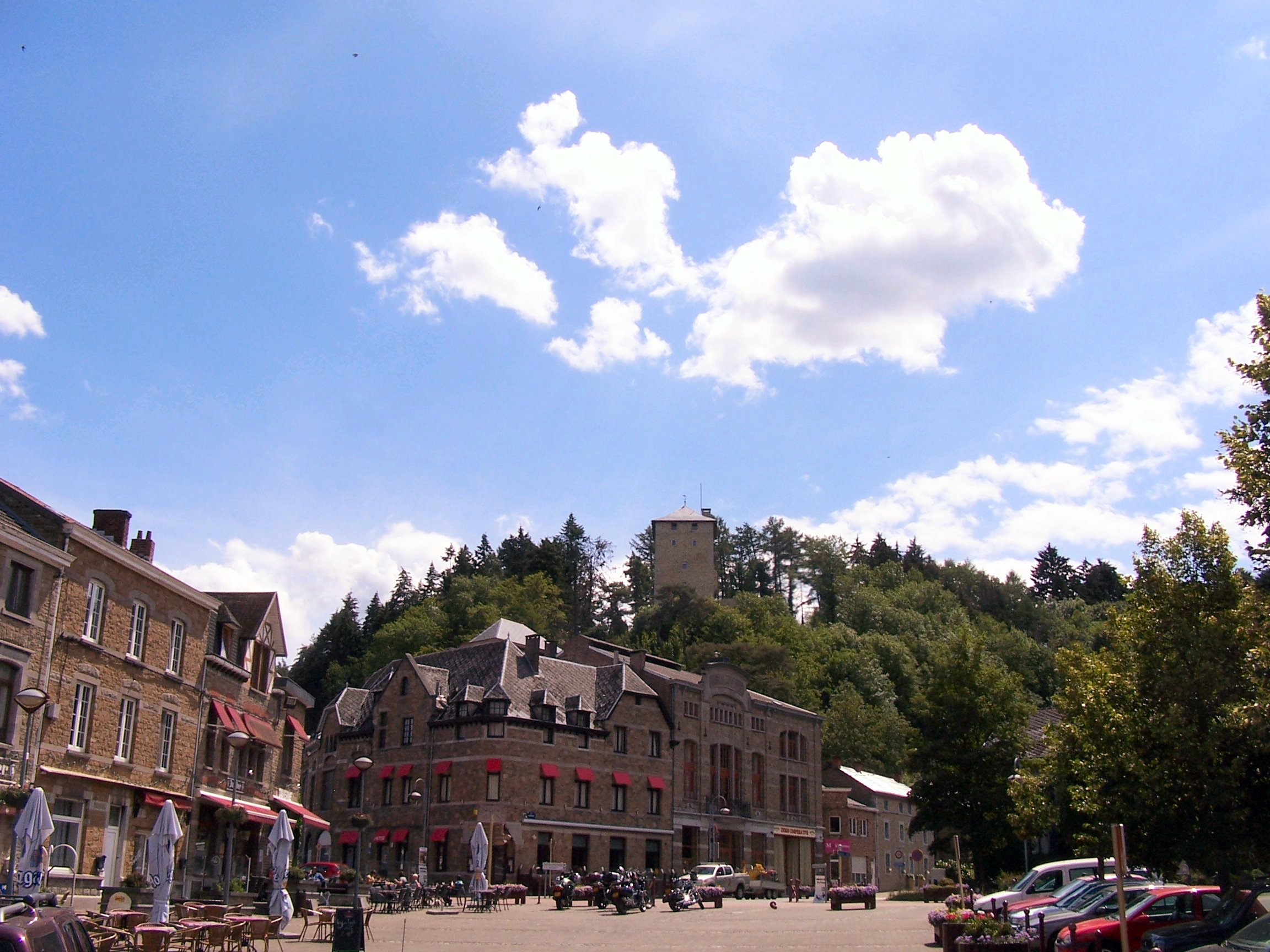
Poulseur

## Geschiedenis
Poulseur behoorde vroeger tot het Abdijvorstendom Stavelot-Malmedy. Op het eind van het ancien régime werd het ondergebracht in de gemeente Hody. Het grondgebied vormde echter een exclave van Hody, want beide delen waren gescheiden door de gemeente Anthisnes.
In 1884 werd Poulseur, met zijn gehucht Sart, als een zelfstandige gemeente afgesplitst van Hody.
Bij de gemeentelijke fusies van 1977 werd Poulseur een deelgemeente van Comblain-au-Pont.

## Demografische ontwikkeling
- Bronnen:NIS, Opm:1831 tot en met 1970=volkstellingen, 1976= inwoneraantal op 31 december

## Bezienswaardigheden
- De Église du Sacré-Cœur de Jésus
- De ruïnes van het Château de Renastienne, in 1958 beschermd als monument

## Verkeer en vervoer
In Poulseur ligt spoorwegstation Poulseur. Het dorp ligt aan de N633, die er de bochten van de Ourthe volgt.
Deelgemeente: Comblain-au-Pont · Poulseur

Overige kernen: Géromont · Halleux · Hoyemont · Mont · Oneux · Pont-de-Scay · Sart

Belgische gemeenten · arrondissement Verviers · provincie Luik · Wallonië